# Lupinus eriocladus
Lupinus eriocladus är en ärtväxtart som beskrevs av Oskar Eberhard Ulbrich. Lupinus eriocladus ingår i släktet lupiner, och familjen ärtväxter. Inga underarter finns listade i Catalogue of Life.